# Потаме (Месина)
Потаме је насеље у Италији у округу Месина, региону Сицилија.
Према процени из 2011. у насељу је живело 202 становника. Насеље се налази на надморској висини од 485 м.